# Фустер, Висенте
Висе́нте Алка́лде Фусте́р (исп. Vicente Alcalde Fuster; 1911, Мадрид или 1912, Бильбао, Страна Басков — октябрь 1943, Ленинградская область) — испанский и советский военный деятель, участник Великой Отечественной войны. Также был активным участником Гражданской войны в Испании в рядах республиканской армии, командовал бригадой.

## Биография
Висенте Алкалде Фустер родился в 1911 году в Мадриде (по другим данным — в 1912 году в Бильбао). Отец — Висенте Алькальде Рамос, глава местной полиции Сан-Себастьяна.
В 1929 году вступил в Коммунистическую партию Испании (КПИ). В 1932 году был привлечён к ответственности за то, что был лидером партии в Рентерии.
В феврале 1936 года был арестован на выходе из собрания КПИ в кинотеатре «Монументаль» в Аликанте. 20 февраля 1936 года мэр Эльче Мануэль Родригес Мартинес назначил его главой муниципальной охраны города, который был свидетелем и, вероятно, зачинщиком пожаров в церквях.
Когда началась гражданская война в Испании, Висенте Алкалде Фустер был председателем провинциальной гражданской мобилизационной комиссии и организовывал добровольческие ополчения, которые шли воевать на фронт. Также возглавлял провинциальную комиссию по общественному порядку. На фронте был командиром 74-го батальона 19-й смешанной бригады.
21 января 1938 года женился на Долорес Браво Санчес в муниципальном суде Эльче. По окончании гражданской войны его отправили в ссылку в СССР.
В 1941 году во время Великой Отечественной войны вместе с другими испанскими солдатами он был зачислен в роту, которой было поручено защищать Москву на случай прорыва немецких войск с северо-запада. Позднее подразделение было включено в состав бригады особого назначения, которую готовили, а затем по частям направляли в глубокие тылы немецких войск для проведения диверсионных действий.
Осенью 1942 года Висенте сражался в тылу немцев в лесах в составе крупного партизанского отряда на ленинградском направлении. В итоге боевые действия отряда закончились неудачей. Большинство испанцев погибли, в том числе Висенте Алкалде Фустер, погибший под Ленинградом в октябре 1942 года. Известно, что он командовал группой из 40 партизан, действовавших в немецком тылу, в Ленинграде, деревне Чудова и Луге, пока они не были обнаружены, окружены и уничтожены (выжило только двое человек).